# Etrumeus micropus
Etrumeus micropus är en fiskart som först beskrevs av Temminck och Schlegel, 1846.  Etrumeus micropus ingår i släktet Etrumeus och familjen sillfiskar. Inga underarter finns listade i Catalogue of Life.